# 4580 Child
4580 Child è un asteroide della fascia principale. Scoperto nel 1989, presenta un'orbita caratterizzata da un semiasse maggiore pari a 2,6388072 UA e da un'eccentricità di 0,1023351, inclinata di 13,89276° rispetto all'eclittica.
Dal 2 novembre al 2 dicembre 1990, quando 4611 Vulkaneifel ricevette la denominazione ufficiale, è stato l'asteroide denominato con il più alto numero ordinale. Prima della sua denominazione, il primato era di 4559 Strauss.
L'asteroide è dedicato all'astronomo statunitense Jack B. Child.